# Suurepsi
Suurepsi − wieś w Estonii, w prowincji Hiuma, w gminie Kõrgessaare.
W 2012 roku wieś liczyła 10 mieszkańców; w październiku 2010 – 10, w grudniu 2009 – 8.